# Бідербах
Бідербах (нім. Biederbach) — громада в Німеччині, знаходиться в землі Баден-Вюртемберг. Підпорядковується адміністративному округу Фрайбург. Входить до складу району Еммендінген.
Площа — 31,36 км2. Населення становить 1744 ос. (станом на 31 грудня 2020).

## Географія

### Розташування
Розкидане поселення Бідербах лежить у долині річки Бідербах та її приток, що тече на південний схід і впадає в Ельц на західній околиці сусіднього міста Ельзах. Основна долина починається на висоті близько 660 м приблизно за два з половиною кілометри на північний схід від Гюнседеля (744 м) біля Шутталь-Швайгаузена, а територія муніципалітету закінчується на півдні трохи більше ніж за кілометр до гирла річки на висоті трохи більше 350 м.

### Поділ муніципалітету
Район Бідербах складається з численних індивідуальних фермерських господарств і невеликих поселень. Центрами сіл можна назвати район села на півдні району та район Кірхьофе у верхній частині долини з парафіяльною церквою. Останній також відомий як Обербідербах. Загалом у муніципалітеті налічується 38 сіл, селищ, сіл, хуторів, окремих садиб та індивідуальних будинків.
Колишні (або перейменовані) села Кнехтманнсхоф, Рюттерсхоф і Штехлінсхоф були розташовані в муніципалітеті Бідербах.
У головній долині відомі такі населені пункти, як Унтерталь, Таннгоф, Кірхгофе, Оберталь та Гьогенхаузер. У західних бічних долинах розташовані поселення Дорф, Гінтерталь та Ульсбах, а у східних бічних долинах — околиці Фінстербаха, Хьольцберга та Брюля. Ілленберг, Кнебіс, Зельбіг, Мерсберг, Нойдорф і Шлегельсберг розташовані на височинах району. Ще далі розташовані райони Бахере та Фрішнау.